# 아자이정 (시가현)
아자이정(浅井町)은 시가현 히가시아자이군에 설치되었던 정이다.
2006년 2월 13일에 나가하마시, 비와정과 합병해, 새로운 나가하마시가 되어 소멸하였다.

## 역사
- 1954년 10월 1일 - 유다촌, 다네촌, 시모쿠사노촌, 나나오촌이 합병해 아자이정이 성립하였다.
- 1956년 5월 3일 - 가미쿠사노촌을 편입하였다.
- 2006년 2월 13일 - 나가하마시, 비와정과 합병해 새로운 나가하마시가 성립하였다. 동일 아자이정은 폐지되었다.

## 교통

### 도로
- 국도 제365호선 (일본)(일본어판)